# Gampaha
Gampaha est une ville du Sri Lanka, située au nord-est de Colombo. C'est la capitale de la Province de l'Ouest.

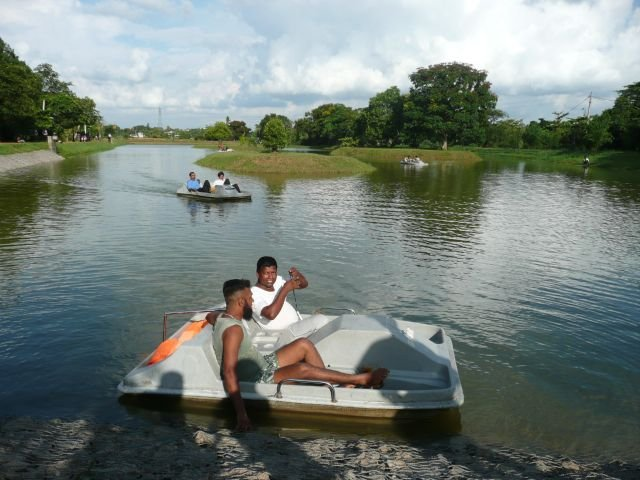
Lac du jardin botanique de Gampaha

La population était de 191 040 habitants en 2001.